# Niccolò Amenta
Niccolò Amenta (Napoli, 18 ottobre 1659 – Napoli, 21 luglio 1719) è stato un letterato e drammaturgo italiano.

## Biografia
Fu per molto tempo fulcro e cardine dell'Accademia degli Investiganti e scrisse la vita del fondatore di questa, Leonardo Di Capua in Vita di Lionardo da Capua (1710). Fu autore brillante e commediografo d'eccezione, realizzò sette commedie brillanti ispirate a importanti modelli (come il Della Porta), scrisse rime petrarchesche, ma spesso polemizzò con altri su questioni di lingua italiana.